# Felipe Rodriquez
Felipe Rodriquez, officiële naam Felipe Rodríguez Svensson (Amsterdam, 6 februari 1969 – aldaar, 6 oktober 2015), was een Nederlands hacker, internetpionier en ondernemer. Hij was mede-oprichter van de internetprovider XS4ALL en van de digitale burgerrechtenorganisatie Bits of Freedom. 

## Biografie
Rodríguez was de zoon van een Spaanse vader en een moeder met Zweedse wortels. Rodriquez erfde op 18-jarige leeftijd het Spaanse restaurant Centra op de Lange Niezel in Amsterdam, had een BBS onder de naam Utopia, en was vanaf 1992 een van de schrijvers in het internettijdschrift Hack-Tic. In 1993 was hij mede-oprichter van XS4ALL, de eerste internetprovider voor particulieren. Naast zijn werkzaamheden bij XS4ALL was Rodriquez initiatiefnemer en eerste voorzitter van de NLIP, de Nederlandse vereniging van internetaanbieders. Hij was mede-initiatiefnemer van De Digitale Stad, en van het Meldpunt Kinderporno.
Na zijn vertrek bij XS4ALL in december 1997 woonde hij enige tijd in Australië en richtte daar de Australische tak van de Electronic Frontier Foundation op. Later was Rodriquez lid van de Europese Commissie-werkgroep Illegal and harmful content on the Internet, en adviseur van de PvdA over internetwetgeving. Hij was daarnaast bekend om zijn mooie sterrenkundige foto's.
Felipe Rodriquez leed aan multiple sclerose. Hij overleed in 2015 op 46-jarige leeftijd.